# Пенчо Златев
Петко (Пенчо) Иванов Златев е български офицер (генерал-лейтенант) и политик – активен деец на Военния съюз, участник в Деветнадесетомайския преврат (1934), министър-председател на България с 51-вото правителство (1935). Съдейства за засилване ролята на монарха в управлението.

## Биография
Роден е на 21 октомври 1881 г. в гр. Елена. Завършва Военното училище в София през 1903 г., служи в кавалерията. Участва в Балканските войни и в Първата световна война (1915 – 1918) в която е адютант на 1-ва конна бригада. След войните командва последователно няколко конни полка. В периода 23 февруари 1920 – 23 април 1920 командва 9-и конен полк. От януари 1921 г. до 1922 г. командва 6-а жандармерийска конна група. От 1928 до 1934 г. е инспектор на конницата.
През 1925 година Златев е сред ранените в организирания от комунистите атентат в църквата „Света Неделя“. По-късно през същата година е изпратен в Пиринско като представител на щаба на армията по време на Петричкия инцидент. През април 1926 година е командирован за шест месеца в Париж, заедно със своя съвипускник Дамян Велчев.
Като един от ръководителите на Военния съюз участва в Деветнадесетомайския преврат (1934) и е назначен за военен министър. През есента на 1934 година в управляващите среди и Военния съюз се оформят две обособени крила – промонархическо, начело с Пенчо Златев, и прорепубликанско, водено от Дамян Велчев. През октомври министър-председателят Кимон Георгиев се опитва да отстрани Златев от ръководството на военното министерство, заменяйки го с Велчев, но ръководството на Военния съюз се противопоставя. На конгреса на Военния съюз през ноември Дамян Велчев остава в изолация, като организацията отхвърля голяма част от политиката на кабинета.
На 21 януари 1935 година Централното управление на Военния съюз разглежда дейността на правителството и е взето решение част от политическите лица в кабинета, главно от „Звено“, да бъдат заменени с военни. На следващия ден Кимон Георгиев подава оставката на правителството и е назначен нов кабинет начело с Пенчо Златев.
На 18 април група политици, критикували правителството, сред които и бившите премиери Кимон Георгиев и Александър Цанков, са интернирани на остров Света Анастасия. В знак на протест министрите Янаки Моллов, Любен Диков и Коста Батолов подават оставка, ръководството на Военния съюз е отстранено от правителството и е съставен нов кабинет начело с Андрей Тошев. Златев преминава в запаса и се оттегля от политическия живот.
В ранните години на военната си кариера служи в 4-и конен полк, 8-и конен полк и 1-ви конен полк.
Генерал-лейтенант Пенчо Златев умира на 24 юли 1948 година в София.

## Военни звания
- Подпоручик (1903)
- Поручик (1906)
- Капитан (1910)
- Майор (27 февруари 1917)
- Подполковник (20 август 1919)
- Полковник (6 май 1924)
- Генерал-майор (31 октомври 1930)
- Генерал-лейтенант (26 август 1934)

## Награди
- Орден „За храброст“ 3-та степен, 2-ри клас и 4-та степен, 1-ви и 2-ри клас
- Орден „Св. Александър“ 5-а степен без мечове и 5-а степен с мечове по средата
- Орден „За военна заслуга“ 2-ра степен
- Германски орден „Железен кръст“ 2-ра степен